# 馬路川
馬路川（うまじがわ）は、徳島県三好市を流れる吉野川水系の河川である。

## 地理
三好市（旧三好郡池田町佐野字北大境）の水源から池田町を経て吉野川へ合流する。
流域には境目峠と禿ノ峰があり、かつては阿波国・伊予国・讃岐国の接点であった。上流より国道192号と並行に流れており、北側には徳島自動車道が走っている。支流に三谷川が流れている。

## 支流
- 三谷川

## 名所
- 境目峠
- 禿ノ峰

## 流域の主な施設
- 三好市立白地小学校
- 三好市立馬路小学校
- 三好市立佐野小学校

## 流域の自治体
徳島県
三好市